# Crickhowell
Crickhowell (wal. Crughywel) – miasto w południowo-wschodniej Walii, w hrabstwie Powys (historycznie w Brecknockshire), położone nad rzeką Usk, na terenie parku narodowego Brecon Beacons. W 2011 roku liczyło 2063 mieszkańców.
Znajdują się tu ruiny XIII-wiecznego zamku (Crickhowell Castle). Nazwa miasta pochodzi od nazwy położonego na północ od niego grodziska z epoki żelaza – Crug Hywel.